# 나초
나초(스페인어: Nacho) 또는 나초스(Nachos)는 멕시코에서 유래한 대중적인 주전부리이자 전채이며, 텍스멕스 요리와도 관련되어 있다. 토르티야 칩이나 토토포에 녹인 치즈를 부은 형태로 되어 있는 것이 가장 일반적인 형태이다. 최초의 나초는 1943년 경에 이그나시오 "나초" 아나야가 튀긴 토르티야 칩과 녹인 치즈, 할라페뇨고추로 만들었다.

## 역사
나초는 텍사스주 이글패스와 경계를 두고 있는 멕시코 코아우일라주의 피에드라스네그라스에서 로돌프 드 로스 산토스가 운영하는 식당인 빅토리 클럽에서 발원하였다. 1942년의 어느 날, 이글패스 가까이에 있는 던컨 요새에 주둔하던 미국 군인들의 부인 10여명이 피에드라스네그라스로 쇼핑을 하러 왔고, 식당이 그날 영업을 끝낸 후에 찾아오게 되었다. 식당 종업원이었던 이그나시오 "나초" 아나야는 그들을 위해 부엌에 남아있던 재료인 토르티야와 치즈를 사용하여 새로운 요리를 만들어내었다. 아나야는 토르티야를 세모꼴로 자른 후, 롱혼 체더 치즈를 넣고 빠르게 가열한 다음, 얇게 썬 할라페뇨고추를 곁들였다. 그는 이 요리를 "특별한 나초" (special nachos)라고 부르며 대접하였다.
아나야는 같은 지역의 모데르노 레스토랑으로 일자리를 옮겼는데, 이 식당에서는 오늘날에도 여전히 그의 조리법을 사용한다. 또한 그는 피에드라스네그라스에서 자신의 식당인 "나초의 레스토랑"을 개업하였다. 아나야의 나초 조리법은 1954년 출간된 St. Anne's Cookbook에도 수록되어 있다.
이 주전부리의 인기는 텍사스 전역으로 빠르게 퍼져나갔다. 영어 단어 "나초" (nachos)는 1949년 출간된 A Taste of Texas에서 처음 언급된 것으로 알려져 있다. 웨이트리스 카르멘 로샤는 1959년 로스앤젤레스의 엘 촐로 멕시칸 식당에서 나초를 전파하였다.
연질 치즈와 미리 만들어진 토르티야 칩을 사용하는 변형된 조리법은 1977년 텍사스주 알링턴의 알링턴 스타디움에서 프랭크 리베르트라는 사람이 처음으로 팔기 시작하였다. 먼데이 나이트 베이스볼 경기동안 스포츠 중계자 하워드 코셀은 "나초"라는 이름을 즐겨 사용하였고, 그 다음 주에는 이 음식의 의미를 가르쳐주었는데, 모든 관중들에게 나초가 알려져 더욱 대중화될 수 있는 계기가 되었다.
이그나시오 아나야는 1975년 사망하였다. 그의 업적을 기리기 위해 피에드라스네그라스에 청동상이 세워졌으며, 10월 21일을 세계 나초의 날로 지정하였다. 아나야의 아들인 이그나시오 아나야 주니어는 그가 죽은 2010년 전까지 해마다 열리는 나초 경연 대회의 심사위원으로 참가하였다.

## 재료

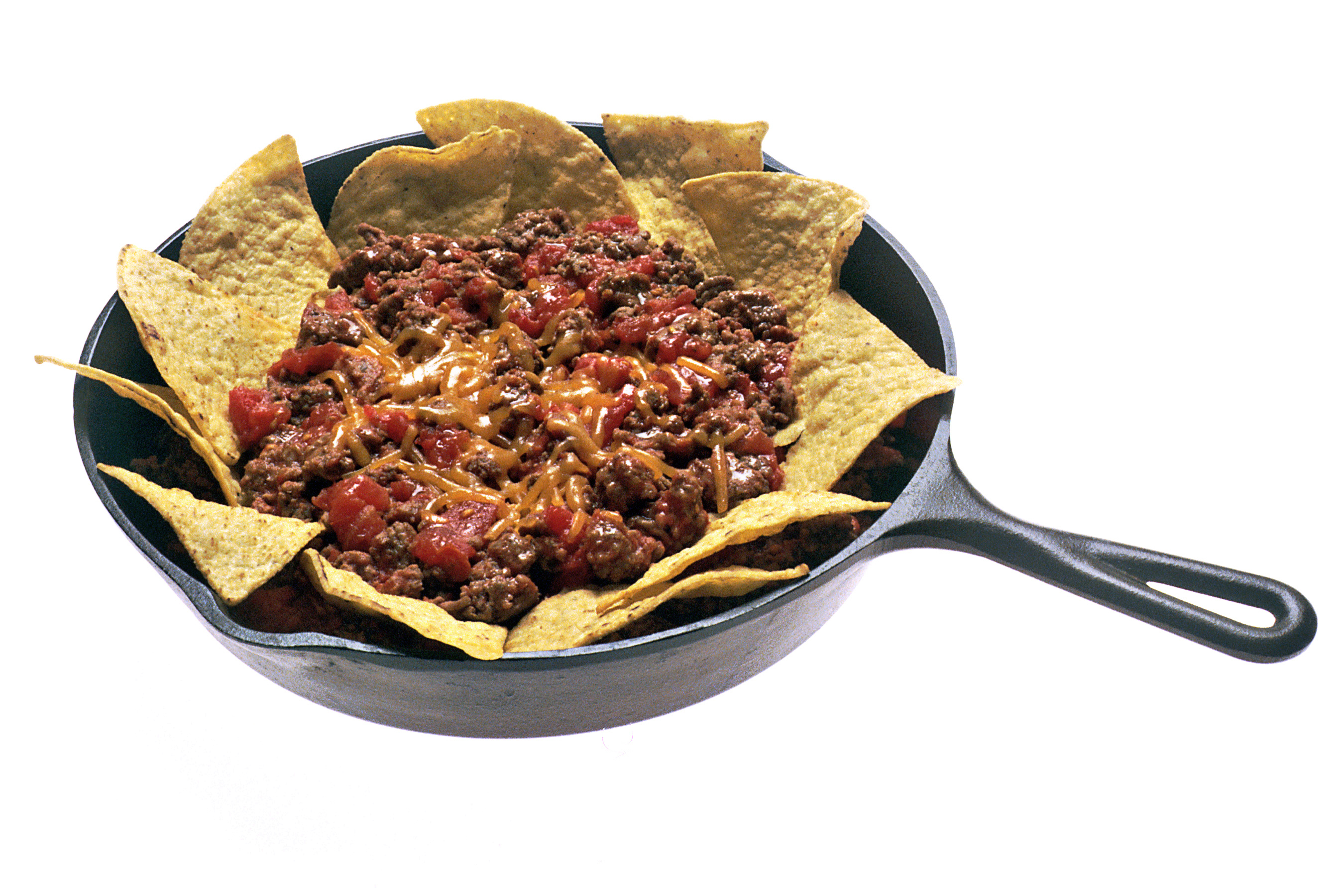
고기, 콩, 치즈가 들어간 나초

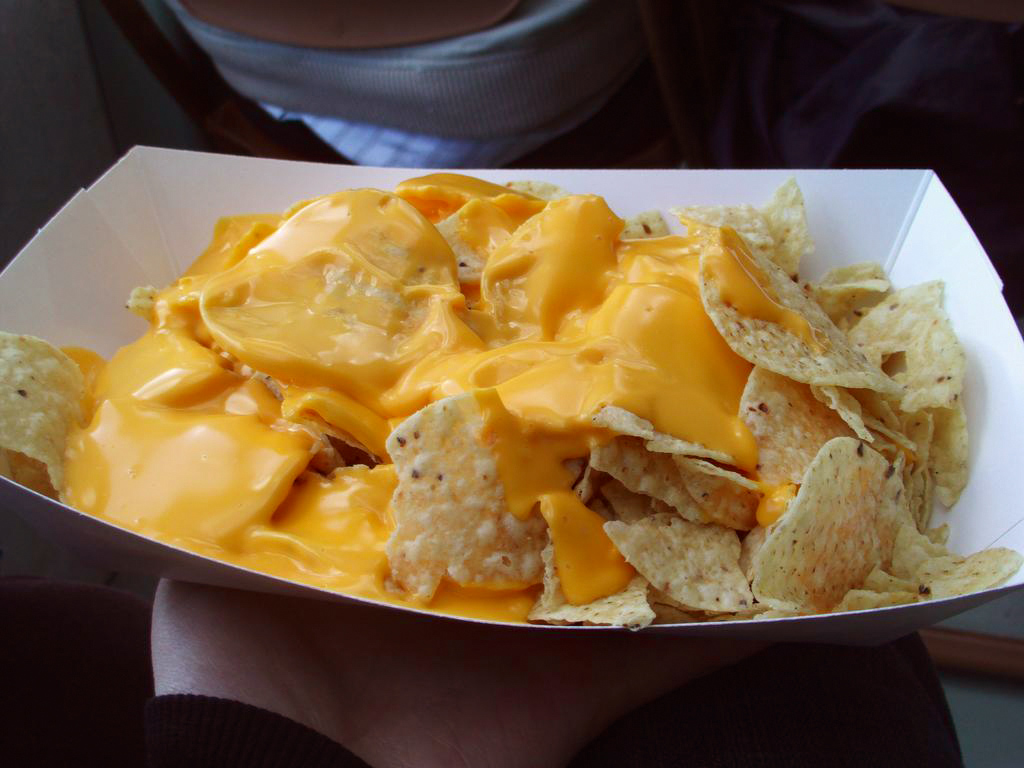
나초와 치즈

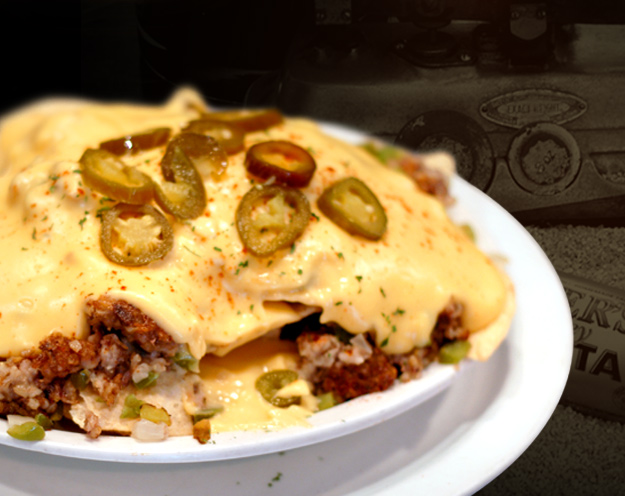
나초와 치즈

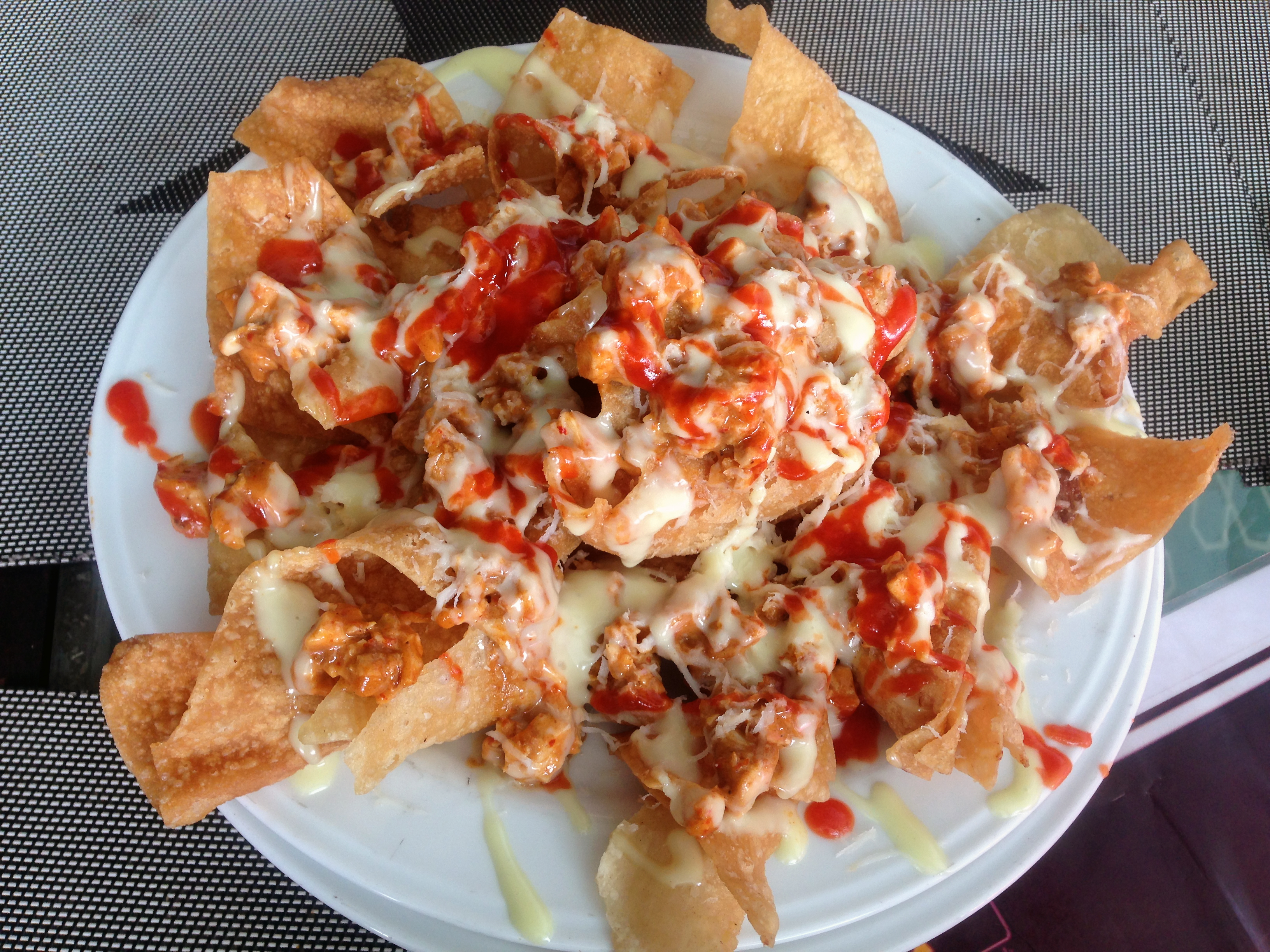
나초와 치즈와 토마토 소스

4등분하여 튀겨낸 토스타다에 리프라이드 빈이나 다양한 고기, 치즈 조각을 곁드는 변형도 있다.
나초에는 보통 다음과 같은 토핑을 추가로 곁들인다.
- 그라운드 비프, 닭고기, 카르네 아사다
- 칠리
- 할라페뇨고추
- 양파
- 살사
- 과카몰레
- 사워 크림
- 양상추
- 토마토
- 올리브
- 프리홀레스 레프리토스
- 핀토 빈
- 블랙 빈
- 피코 데 가요
- 고수 잎

토핑이 풍부한 나초는 "로디드 나초" (loaded nachos, 푸짐한 나초), 또는 "수퍼 나초"라고 부른다. 미국의 술집이나 식당에서는 주로 애피타이저 형태로 이러한 나초를 제공한다. 이 요리는 보통 다음과 같은 순서로 만든다. 먼저, 큰 접시에 토르티야 칩을 배열하고, 고기와 리프라이드 빈을 곁들인 다음, 치즈 조각을 접시 전체에 뿌리고 전자레인지에 넣고 가열하여 치즈를 녹인다. 그 다음 차가운 토핑 (양상추, 토마토, 살사, 할라페뇨고추 등)을 뿌린 후 내오면 된다.
테네시주 멤피스에서는 대부분의 바비큐 식당과 스포츠 행사에서 바비큐 나초를 내온다. 이 나초는 통구이한 돼지고기 어깨살을 토르티야 칩 위에 듬뿍 얹고, 그 위에 녹인 치즈를 덮은 후 바비큐 소스, 채썬 할라페뇨고추를 곁들여 만든다. 텍스멕스 식당에서도 토르티야 칩과 치즈가 들어간 요리를 찾을 수 있는데, 칠리 콘 케소나 살사 소스가 담긴 작은 사발에 따뜻한 토르티야 칩 바구니를 곁들여 애피타이저로 제공한다. 아이리쉬 나초라는 변형 요리에는 토르티야 칩 대신에 튀긴 감자가 들어간다.

### 나초 치즈
학교, 극장, 운동 경기장, 편의점, 또는 실행 계획상 신선한 조각 치즈 사용을 금지하는 제도 기관이나 대량 생산 시설에서는 신선한 조각 치즈 대신 가공 치즈와 후추, 다른 향신료를 섞은 재료를 사용한다. 가공 치즈는 미국에서 "나초 치즈", 또는 "케소 치즈" (단순히 "케소")라고 부른다. 본래는 나초 위에 저렴하고 더 만들기 편리한 소스를 얹고자 만들어진 것이지만, 미국에서 이 소스는 많은 인기를 끌어 프리토레이, 토스티토스, 타코 벨처럼 일부 멕시코 요리 식당과 대형 식료품점에서도 사용하게 되었다. 유럽의 치즈와는 다르게 "나초 치즈"는 지리적 표시 제도를 비롯한 재료, 제조 과정, 품질을 보증하는 규제를 따르지 않으며, 미국 식품의약국에서 제정한 일반적인 치즈 제품의 법률 규정만을 따른다.

## 같이 보기
- 멕시코 요리
- 푸틴

## 참고 문헌
- Dunne, Mike. (January 28, 2004). "One spicy tale: 'Macho Nachos'". Sacramento Bee, p. F1.